# Pi-Ramessés
Pi-Ramessés ou Per-Ramessés (em egípcio: Per-Ra-mes(i)-su; lit. "A Casa de Ramessés"), foi a capital do Baixo Egito durante o reinado de Ramessés II  e até ao fim da XX dinastia egípcia. A cidade localizava-se em Aváris, na região central do delta do Nilo. Acredita-se que seria a bíblica Ramessés (a possível atual Cantir), e havia durado de 1 258 até 1 255 a.C..

## Localização
Algumas propostas iniciais localizaram Pi-Ramessés em Tel Farama (Pelúsio), ao nordeste do delta do Nilo. No entanto, as escavações do egiptólogo francês Pierre Montet em San el-Hagar (Tânis) no final de 1920, levaram a alguns egiptólogos de diversas gerações a acreditar que seria realmente a Pi-Ramessés.

## História
No início do Império Médio (ca.  2055–1650 a.C.), a cidade testemunhou o influxo gradual de povos palestinos e tornou-se a capital hicsa por volta de 1 530 a.C.. Saqueado pelo faraó Amósis I por volta de 1 521 a.C., permaneceu obscuro até o advento da XIX dinastia, cuja casa era próxima. Em algum momento durante este período, os hebreus se estabeleceram nesta área. Então, Seti I (r. 1290–1279 a.C.) construiu um palácio no local e iniciou uma indústria de fabricação de faiança.
Já no reinado de Ramessés II (r. 1279–1213 a.C.), a residência real e o centro administrativo foram transferidos para Pi-Ramessés por ordem do faraó, onde foi estabelecida uma base militar adequada às manobras de grandes corpos de infantaria e carros de guerra.

### Pi-Ramessés na Batalha de Cades

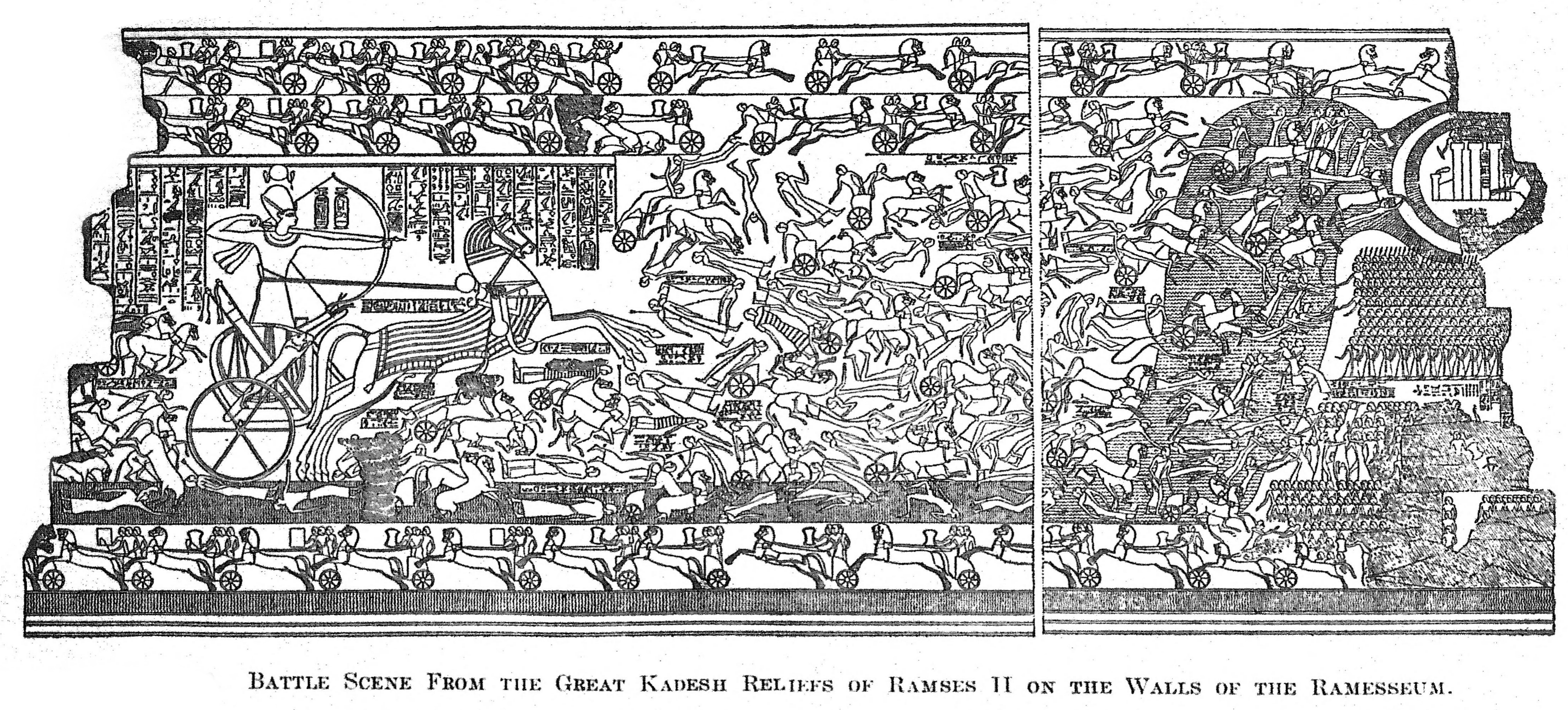
Cena de batalha dos relevos de Ramessés II nas muralhas do Ramesseum.

Os preparativos para a campanha na Batalha de Cades começaram em Pi-Ramessés pelo menos no início de 1 275 a.C.. Enquanto Ramessés II consultava seus oráculos e conselheiros para presságios auspiciosos, ele tinha todo o complexo militar industrial de sua cidade trabalhando, fabricando armas, treinando cavalos, equipando soldados e construindo carruagens. A batalha de Ramessés com Muatal II (r. 1295–1272 a.C.) dos hititas em Cades foi sua vitória mais famosa, onde ele foi celebrada por meio de um relato conhecido como Poema de Pentaur e outro chamado Buletim. Nessas versões do evento, Ramessés II é cada centímetro um rei guerreiro que lidera seu exército à vitória contra todas as adversidades. O relato de Muatal, no entanto, afirma o mesmo para as forças hititas.

### Construção de Pi-Ramessés

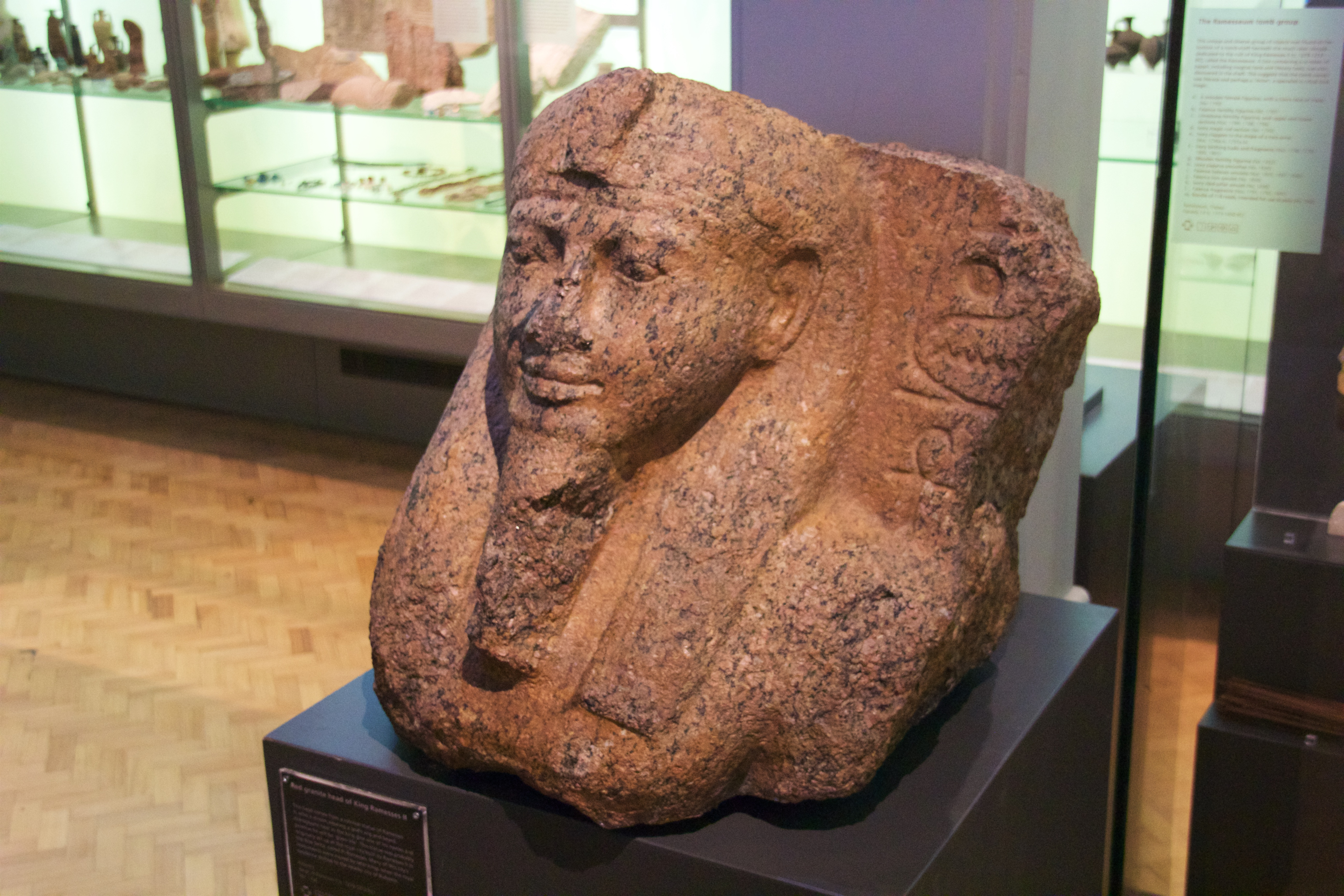
Cabeça de granito vermelho de Ramessés II, construída em Pi-Ramessés, no Museu de Manchester.

A cidade foi construída sobre uma série de montes de terra conhecidos como geziras perto do rio Nilo. Durante a estação de inundação, o Nilo transbordaria de suas margens e inundaria a área e Pi-Ramessés seria transformada em uma cidade de ilhas em meio a um lago rodopiante. Durante esses tempos, as diferentes geziras só podiam ser alcançadas por barco e inscrições antigas e evidências arqueológicas indicam que as pessoas se moviam facilmente pela cidade através de um elaborado sistema de canais.
Distribuída por 15 quilômetros quadrados e abrigando mais de 300 000 pessoas, Pi-Ramessés se tornou a cidade mais próspera da época. Pode ter sido a primeira cidade, além do Pelúsio, que qualquer visitante do leste teria visto ao entrar no Egito e tinha o objetivo de impressionar. Cada projeto que Ramessés II encomendava seria maior do que sua vida e criado para glorificar seu nome, mas sua cidade parece ter sido sua maior realização.